# Мориц Казимир III (Бентхайм-Текленбург)
Мориц Казимир III fon Бентхайм-Текленбург (на немски: Moritz Casimir III von Bentheim-Tecklenburg; * 18 юни 1764; † 20 април 1806 в Реда) е граф на Бентхайм-Текленбург и Лимбург (1805 – 1806).
Той е най-възрастният син на граф Мориц Казимир II фон Бентхайм-Текленбург (1735 – 1805) и съпругата му графиня Хелена Шарлота София фон Сайн-Витгенщайн-Берлебург (1739 – 1805), дъщеря на граф Лудвиг Франц фон Сайн-Витгенщайн-Берлебург-Лудвигсбург (1694 – 1750) и графиня Хелена Емилия фон Золмс-Барут (1700 – 1750).
Братята му са Емил Фридрих Карл (1765 – 1837) и Фридрих Вилхелм Кристиан Август (1767 – 1835), граф на Бентхайм-Текленбург-Реда.
Мориц Казимир III умира на 20 април 1806 г. в Реда на 41 години.

## Фамилия
Мориц Казимир III се жени на 13 юли 1789 г. в Лемго за Филипина Хенриета Вилхелмина фон Изенбург-Бюдинген (* 18 юни 1772 във Филипсайх; + 13 февруари 1834 в Реда), дъщеря на граф Кристиан Карл фон Изенбург-Бюдинген-Филипсайх (1732 – 1779) и Констанца София фон Сайн-Витгенщайн-Берлебург (1733 – 1776). Те нямат деца.